# Economidichthys
Economidichthys es un género de peces de la familia Gobiidae y de la orden de los Perciformes.

## Especies
- Economidichthys pygmaeus (Holly, 1929)
- Economidichthys trichonis (Economidis & Miller, 1990)

- Datos: Q370433
- Especies: Economidichthys